# Tour de l'Aigle
La Torre dell'Aquila ou plus exactement Torre del Leone est l'une des tours construites par les Pisans au XIVe siècle dans la forteresse de Castel di Castro, aujourd'hui le quartier Castello de Cagliari. 

## Histoire
La tour de l'Aigle (à l'origine, tour du Lion) a été conçue par l'architecte sarde-pisan Giovanni Capula, qui était déjà l'auteur des plans de la tour de l'Éléphant et de la tour San Pancrazio, et a été construite vers le début du XIVe siècle lorsque, à la suite de la feudation du royaume de Sardaigne aux Aragonais en 1297, les Pisans, craignant l'attaque ibérique (qui eut lieu en 1324), entreprirent des travaux de mise à niveau des fortifications de Cagliari. Le nom est dû à une sculpture de rapace sculptée dans la grande porte située dans la partie inférieure de la tour qui permettait d'entrer dans le château. 
Au cours du XVIIIe siècle, la tour subit de graves dommages en raison du bombardement anglais de 1708, espagnol de 1717 et enfin français en 1793 qui désintègre la partie supérieure. 
Les ruines ont ensuite été en partie démolies et partiellement adaptées et intégrées au palais Boyl du XIXe siècle. 

## Articles associés
- Tour de l'Éléphant
- Tour San Pancrazio